# Michał Myszka Warkowski
Michał Myszka Warkowski herbu Korczak (zm. w 1605 roku) – kasztelan wołyński w latach 1572–1605, sprawca województwa kijowskiego w latach 1570–1571, starosta owrucki w latach 1572-1578, starosta homelski w latach 1568–1594, starosta rzeczycki do 1576 roku, dworzanin i rotmistrz królewski.
Był wyznania greckokatolickiego.
W 1573 roku potwierdził elekcję Henryka III Walezego na króla Polski.
W 1589 roku był sygnatariuszem ratyfikacji traktatu bytomsko-będzińskiego na sejmie pacyfikacyjnym.
Deputat na Trybunał Główny Koronny z województwa wołyńskiego w 1590 roku.